# Мођо Удинезе
Мођо Удинезе (итал. Moggio Udinese) је насеље у Италији у округу Удине, региону Фурланија-Јулијска крајина.
Према процени из 2011. у насељу је живело 2095 становника. Насеље се налази на надморској висини од 325 м.

## Становништво
Према резултатима пописа становништва 2011. у општини је живело 1.814 становника.
| 1936. | 1951. | 1961. | 1971. | 1981. | 1991. | 2001. | 2011. |
| ----- | ----- | ----- | ----- | ----- | ----- | ----- | ----- |
| 3.582 | 3.854 | 3.421 | 2.592 | 2.195 | 2.092 | 2.095 | 1.814 |